# Ученик монстролога (роман ужасов)
«Ученик монстролога» (англ. The Monstrumologist) — подростковый роман ужасов американского писателя Рика Янси. В 2010 году Рик получил премию имени Майкла Принтца за успехи в подростковой литературе. Первая книга в серии книг «Монстролог», всего в серии вышло четыре книги.

## Сюжет
После смерти родителей двенадцатилетний Уилл Генри попадает в дом к доктору Пеллинору Уортропу, у которого служил его отец. В маленьком провинциальном городе о замкнутом и нелюдимом Уортропе ходят разные слухи. Но никто даже не догадывается, насколько темным и опасным делом занимается известный монстролог. Однажды посреди ночи в дом Уортропа привозят страшный груз. Два трупа, переплетенные в неестественном объятии: девушка в погребальном платье, у которой съедена половина лица, и монстр-людоед, имя которому Антропофаг. Огромное чудище с пастью на груди, с глазами на плечах и без головы. Но откуда в Новой Англии взялось африканское чудовище? И сколько их тут ещё? Это и предстоит выяснить доктору Уортропу и его верному ученику Уиллу Генри.